# 無声歯茎側面破擦音
無声歯茎側面破擦音（むせい はぐき そくめん はさつおん）は、子音の種類のひとつで、無声歯茎破擦音に側面開放が加わった音である。

## 音声記号
国際音声記号では、[t͡ɬ]（または単に[tɬ]）で表わされる。
アメリカの音声記号（アメリカ州の先住民族の言語を記述するために人類学者・言語学者が使っている方式）では、「ƛ」で表わされる。

## 言語例
- 緑モン語 - dlhos [t͡ɬɑ˧]（合わせる）[2]
- ズールー語 - inhlanhla [ínt͡ɬànt͡ɬà]（幸運）ただし鼻音の後に出現する無声歯茎側面摩擦音[ɬ]の異音にすぎない。[3]
- トリンギット語 - [t͡ɬaa]（大きい）[4]
- ナバホ語 - [nit͡ɬʰiʃ]（届いた）[5]
- ナワトル語 - Nahuatl [ˈnaːwat͡ɬ]（ナワトル語）、coatl [ˈkoːaːt͡ɬ]（蛇）、tlohtli [t͡ɬoʔt͡ɬi]（鷹）
- クリンゴン語 - tlhIngan [t͡ɬɪŋan]（クリンゴン人）

- チェロキー語 - ᏢᏕᎦ [t͡ɬə̃deɡa] (鰻)

トリンギット語やナバホ語にはほかに側面放出音の[t͡ɬʼ]もある。